# Athlétisme aux Jeux asiatiques en salle de 2005
Navigation
Édition suivante
Les épreuves d'athlétisme des Jeux asiatiques en salle de 2005 ont eu lieu du 13 au 15 novembre 2005 à Pattaya, en Thaïlande.

## Résultats

### Hommes
| Épreuve | Or                                                                      | Or            | Argent                                                             | Argent        | Bronze                                                                            | Bronze        |
| --- | ----------------------------------------------------------------------- | ------------- | ------------------------------------------------------------------ | ------------- | --------------------------------------------------------------------------------- | ------------- |
| 60 m | Tang Yik Chun Hong Kong                                                 | 6 s 80        | Wachara Sondee Thaïlande                                           | 6 s 83        | Juma Al-Jabri Oman                                                                | 6 s 87        |
| 400 m | Mohammad Akefian Iran                                                   | 47 s 83       | Yevgeniy Meleshenko Kazakhstan                                     | 47 s 84       | Jukkatip Pojaroen Thaïlande                                                       | 48 s 57       |
| 800 m | Ghamanda Ram Inde                                                       | 1 min 50 s 69 | Salem Amer Al-Badri Qatar                                          | 1 min 52 s 27 | Mohammad Al-Azemi Koweït                                                          | 1 min 52 s 40 |
| 1 500 m | Thamer Kamal Ali Qatar                                                  | 3 min 50 s 28 | Abubaker Ali Kamal Qatar                                           | 3 min 50 s 31 | Boonyu Kaveerattanakajon Thaïlande                                                | 3 min 57 s 40 |
| 3 000 m | Thamer Kamal Ali Qatar                                                  | 8 min 05 s 03 | Boonthung Srisung Thaïlande                                        | 8 min 10 s 39 | Abubaker Ali Kamal Qatar                                                          | 8 min 13 s 24 |
| 60 m haies | Narongdech Janjai Thaïlande                                             | 7 s 93        | Abdul Rashid Pakistan                                              | 7 s 95 NR     | Suphan Wongsriphuck Thaïlande                                                     | 8 s 03        |
| 4 × 400 m | Thaïlande Bunjong Lachua Weera Kongsri Supachai Phachsay Narong Nilploy | 3 min 14 s 11 | Iran Mohammad Akefian Hashem Khazaei Abolfazl Dehnavi Amir Payahoo | 3 min 18 s 81 | Qatar Salaheddine Al-Safi Abubaker Ali Kamal Thamer Kamal Ali Salem Amer Al-Badri | 3 min 21 s 40 |
| Saut en hauteur | Sergey Zasimovich Kazakhstan                                            | 2,17 m        | Hu Tong Chine                                                      | 2,15 m        | Torlarp Sudjanta Thaïlande                                                        | 2,15 m        |
| Saut à la perche | Artem Pilipenko Kazakhstan                                              | 5,30 m        | Chen Zhong Chine                                                   | 5,10 m        | Mohsen Rabbani Iran                                                               | 5,00 m        |
| Saut en longueur | Roman Valiyev Kazakhstan                                                | 7,84 m        | Saleh Al-Haddad Koweït                                             | 7,52 m        | Li Runrun Chine                                                                   | 7,50 m        |
| Triple saut | Roman Valiyev Kazakhstan                                                | 16,51m        | Lin Mujie Chine                                                    | 16,21m        | Theerayut Philakong Thaïlande                                                     | 15,91m        |
| Lancer du poids | Navpreet Singh Inde                                                     | 18,80 m       | Mehdi Shahrokhi Iran                                               | 18,33 m       | Tian Yingchun Chine                                                               | 17,57 m       |
| Heptathlon | Pavel Dubitskiy Kazakhstan                                              | 5549 pts      | Hadi Sepehrzad Iran                                                | 5324 pts      | Boonkete Chalon Thaïlande                                                         | 5150 pts      |
| Records et Performances - AR : Record continental (area record) - CR : Record des championnats (championship record) - MR : Record du meeting (meet record) - NR : Record national (national record) - OR : Record olympique (olympic record) - PR : Record paralympique (paralympic record) - PB : Record personnel (personal best) - SB : Meilleure performance personnelle de la saison (season's best) - WL : Meilleure performance mondiale de l'année (world leader) - WJR : Record du monde junior (world junior record) - WR : Record du monde (world record) Circonstances et Conditions - DNF : N'a pas terminé (did not finish) - DNS : N'a pas pris le départ (did not start) - DQ : Disqualification (disqualification) - NM : Aucun essai valable enregistré (No Mark) - Q : Qualifié « directement » au prochain tour (ou à la prochaine compétition), lors d'une compétition majeure, grâce au classement ou à la réalisation des minima (automatic qualifier) - q : Qualifié au prochain tour (ou à la prochaine compétition), lors d'une compétition majeure, grâce au repêchage ou à la réalisation de l'une des meilleures performances parmi celles des « non qualifiés directement » (grâce au meilleur temps ou à la meilleure distance par exemple) (secondary qualifier) |                                                                         |               |                                                                    |               |                                                                                   |               |

### Femmes
| Épreuve | Or                                                                  | Or            | Argent                         | Argent        | Bronze                                              | Bronze        |
| --- | ------------------------------------------------------------------- | ------------- | ------------------------------ | ------------- | --------------------------------------------------- | ------------- |
| 60 m | Nongnuch Sanrat Thaïlande                                           | 7 s 46        | Sangwan Jaksunin Thaïlande     | 7 s 49        | Zhu Juanhong Chine                                  | 7 s 80        |
| 400 m | Tatyana Roslanova Kazakhstan                                        | 52 s 69       | Munira Saleh Syrie             | 54 s 17 NR    | Anna Gavriushenko Kazakhstan                        | 54 s 99       |
| 800 m | Santhi Soundarajan Inde                                             | 2 min 06 s 07 | Huang Jing Chine               | 2 min 07 s 32 | Viktoriya Yalovtseva Kazakhstan                     | 2 min 09 s 05 |
| 1 500 m | O. P. Jaisha Inde                                                   | 4 min 15 s 75 | Svetlana Lukasheva Kazakhstan  | 4 min 16 s 96 | Sinimol Paulose Inde                                | 4 min 18 s 08 |
| 3 000 m | O. P. Jaisha Inde                                                   | 9 min 38 s 43 | Kim Seong-eun Corée du Sud     | 9 min 40 s 22 | Lin Suk-An Corée du Nord                            | 9 min 51 s 72 |
| 60 m haies | Ji Fangqian Chine                                                   | 8 s 37        | Natalya Ivoninskaya Kazakhstan | 8 s 41        | Trecia Roberts Thaïlande                            | 8 s 56        |
| 4 × 400 m | Inde Iyleen Samantha Santhi Soundarajan Mandeep Kaur Pinki Pramanik | 3 min 46 s 48 | Thaïlande                      | 3 min 48 s 25 | Macao Cheng Ka I Cheong Im Wa Lam Oi I Leong Ka Man | 4 min 08 s 47 |
| Saut en hauteur | Noengrothai Chaipetch Thaïlande                                     | 1,88 m        | Anna Ustinova Kazakhstan       | 1,84 m        | Gu Biwei Chine                                      | 1,84 m        |
| Saut à la perche | Yang Jing Chine                                                     | 4,31 m        | Sunisa Kaoiad Thaïlande        | 3,40 m        | Pas de médaille de bronze attribuée                 |               |
| Saut à la perche | Yang Jing Chine                                                     | 4,31 m        | Pasuta Wongwieng Thaïlande     | 3,40 m        | Pas de médaille de bronze attribuée                 |               |
| Saut en longueur | Guan Yingnan Chine                                                  | 6,54 m        | Olesya Belyayeva Kazakhstan    | 6,18 m        | Wacharee Rittiwat Thaïlande                         | 5,96 m        |
| Triple saut | Olesya Belyayeva Kazakhstan                                         | 13,60 m       | Wacharee Rittiwat Thaïlande    | 13,11 m       | Thitima Muangjan Thaïlande                          | 12,95 m       |
| Lancer du poids | Li Ling Chine                                                       | 18,20 m       | Zhang Guirong Singapour        | 17,99 m NR    | Juttaporn Krasaeyan Thaïlande                       | 15,52 m       |
| Pentathlon | Olga Rypakova Kazakhstan                                            | 3954 pts      | Watcharaporn Masim Thaïlande   | 3933 pts      | Seulement deux médailles attribuées                 |               |
| Records et Performances - AR : Record continental (area record) - CR : Record des championnats (championship record) - MR : Record du meeting (meet record) - NR : Record national (national record) - OR : Record olympique (olympic record) - PR : Record paralympique (paralympic record) - PB : Record personnel (personal best) - SB : Meilleure performance personnelle de la saison (season's best) - WL : Meilleure performance mondiale de l'année (world leader) - WJR : Record du monde junior (world junior record) - WR : Record du monde (world record) Circonstances et Conditions - DNF : N'a pas terminé (did not finish) - DNS : N'a pas pris le départ (did not start) - DQ : Disqualification (disqualification) - NM : Aucun essai valable enregistré (No Mark) - Q : Qualifié « directement » au prochain tour (ou à la prochaine compétition), lors d'une compétition majeure, grâce au classement ou à la réalisation des minima (automatic qualifier) - q : Qualifié au prochain tour (ou à la prochaine compétition), lors d'une compétition majeure, grâce au repêchage ou à la réalisation de l'une des meilleures performances parmi celles des « non qualifiés directement » (grâce au meilleur temps ou à la meilleure distance par exemple) (secondary qualifier) |                                                                     |               |                                |               |                                                     |               |

## Tableau des médailles
| Rang  | Nation        | Or | Argent | Bronze | Total |
| ----- | ------------- | -- | ------ | ------ | ----- |
| 1     | Kazakhstan    | 8  | 5      | 2      | 15    |
| 2     | Inde          | 6  | 0      | 1      | 7     |
| 3     | Thaïlande     | 4  | 8      | 10     | 22    |
| 4     | Chine         | 4  | 4      | 4      | 12    |
| 5     | Qatar         | 2  | 2      | 2      | 6     |
| 6     | Iran          | 1  | 3      | 1      | 5     |
| 7     | Hong Kong     | 1  | 0      | 0      | 1     |
| 8     | Koweït        | 0  | 1      | 1      | 2     |
| 9     | Pakistan      | 0  | 1      | 0      | 1     |
| 9     | Singapour     | 0  | 1      | 0      | 1     |
| 9     | Corée du Sud  | 0  | 1      | 0      | 1     |
| 9     | Syrie         | 0  | 1      | 0      | 1     |
| 13    | Macao         | 0  | 0      | 1      | 1     |
| 13    | Corée du Nord | 0  | 0      | 1      | 1     |
| 13    | Oman          | 0  | 0      | 1      | 1     |
| Total | Total         | 26 | 27     | 24     | 77    |